# Oberndorf (Wilhermsdorf)
Oberndorf ([ˈoːbɐnˌdɔʁf] ) ist ein Gemeindeteil des Marktes Wilhermsdorf im Landkreis Fürth (Mittelfranken, Bayern). Oberndorf liegt in der Gemarkung Katterbach.

## Geographie
Der Weiler bildet mit dem östlich gelegenen Kirchfarrnbach eine geschlossene Siedlung. Südlich des Ortes fließt der Untere Krebener Graben, der ein linker Zufluss des Kirchfarrnbachs ist, der mit dem Dürrnfarrnbach zum Farrnbach zusammenfließt. Im Nordwesten grenzt das Weinbergfeld an, 1 km südwestlich liegt das Flurgebiet Alte Gärten. Die Kreisstraße FÜ 9 führt nach Kreben (1,4 km westlich) bzw. nach Kirchfarrnbach (0,5 km östlich).

## Geschichte
Das Kloster Heilsbronn war bereits 1132 im Ort begütert.
Über mehrere Jahrhunderte bildete Oberndorf mit Kirchfarrnbach eine Realgemeinde. Gegen Ende des 18. Jahrhunderts gab es in Oberndorf drei Anwesen. Das Hochgericht übte das brandenburg-bayreuthischen Stadtvogteiamt Markt Erlbach aus. Die Dorf- und Gemeindeherrschaft sowie die Grundherrschaft über die drei Höfe hatte das brandenburg-bayreuthische Kastenamt Neuhof.
Von 1797 bis 1810 unterstand der Ort dem Justizamt Markt Erlbach und Kammeramt Neuhof. Im Rahmen des Gemeindeedikts wurde Oberndorf dem 1811 gebildeten Steuerdistrikt Hirschneuses und der 1813 gegründeten Ruralgemeinde Meiersberg zugewiesen. Mit dem Zweiten Gemeindeedikt (1818) wurde es in die Ruralgemeinde Kreben umgemeindet, die am 9. November 1824 schließlich in die Ruralgemeinde Katterbach integriert wurde.
Mit der Gebietsreform in Bayern wurde Oberndorf am 1. Juli 1972 nach Wilhermsdorf eingegliedert.

### Ehemaliges Baudenkmal
- Haus Nr. 1: eingeschossiges Wohnstallhaus, zweite Hälfte des 18. Jahrhunderts, Quader und teilweise Fachwerk, profilierte Fensterbänke und Türsturz[9]

### Einwohnerentwicklung
| Jahr      | 001818 | 001840 | 001861 | 001871 | 001885 | 001900 | 001925 | 001950 | 001961 | 001970 | 001987 | 002018 |
| Einwohner | 37     | 44     | 41     | 37     | 46     | 47     | 33     | 33     | 30     | 23     | 29     | 29     |
| Häuser    | 6      | 7      |        |        | 7      | 7      | 6      | 6      | 6      |        | 7      |        |
| Quelle    | [ 11 ] | [ 12 ] | [ 13 ] | [ 14 ] | [ 15 ] | [ 16 ] | [ 17 ] | [ 18 ] | [ 19 ] | [ 20 ] | [ 21 ] | [ 1 ]  |

## Religion
Der Ort ist seit der Reformation evangelisch-lutherisch geprägt und bis heute nach St. Peter und Paul (Kirchfarrnbach) gepfarrt. Die Einwohner römisch-katholischer Konfession sind nach St. Michael (Wilhermsdorf) gepfarrt.